# Hidarnes (hijo)
Hidarnes (en persa antiguo: Vidarna, griego antiguo Ὑδάρνης) fue un noble persa, comandante del regimiento de Los Inmortales durante la expedición del rey aqueménida Jerjes I a Grecia en el 480 a. C.

## Contexto histórico
Hidarnes era hijo de otro Hidarnes, uno de los siete conspiradores que asesinaron al mago usurpador Gaumata, facilitando así el acceso de Darío I al trono persa en el 522 a. C. Hidarnes padre se convirtió en un hombre influyente, ya que ostentaba el mando de la guardia real: era su jefe o hazarapatish (literalmente, «comandante de mil»), el oficial más importante de la corte. Por las tablillas encontradas en Persépolis se sabe que en el 499 a. C. todavía era sátrapa de Media. Esta satrapía era de las más importantes, y sólo las de Bactria, Susiana y Babilonia podían equiparársele.
La influencia del viejo Hidarnes permitió a sus hijos el acceso a cargos también importantes. El historiador griego Heródoto de Halicarnaso cuenta que en el 480 a. C., su hijo Sisamnes era sátrapa de Aria, y el joven Hidarnes, estaba al mando de las tropas de toda la costa asiática. Es posible que Hidarnes ya estuviera en el oeste con anterioridad, ya que Heródoto dice que había servido en Tracia en el 499 a. C.

## Su rol en las guerras médicas
Durante la segunda guerra médica, la expedición del rey Jerjes I a Grecia continental, el joven Hidarnes comandaba a Los Inmortales, quienes eran, según Heródoto, un cuerpo de élite del ejército aqueménida. Durante la batalla de las Termópilas, Hidarnes y sus hombres encontraron una ruta alternativa al paso señalada por Efialtes de Tesalia. Marcharon de noche, sorprendiendo a la retaguardia griega y logrando de esta forma la victoria.
Los Inmortales seguirían en Grecia durante el año siguiente cuando Mardonio fue designado comandante en jefe de las fuerzas persas después de la derrota naval en la batalla de Salamina. Hidarnes, sin embargo, regresó a Asia con su rey, ya que había rumores de otra posible revuelta en Babilonia. Hidarnes fue el encargado de dirigir al ejército de vuelta a casa a través del Helesponto hasta el Asia Menor. Los Inmortales serían finalmente derrotados en la batalla de Platea, el año 479 a. C.
En el último cuarto del siglo V a. C. dos descendientes de Hidarnes serían personajes influyentes en el Imperio aqueménida: Tisafernes se convertiría en sátrapa de Lidia y Caria y otro Hidarnes sería el suegro del rey Artajerjes II. Ambos eran probablemente nietos del Hidarnes de este artículo. La familia perdería el favor del rey en el 395 a. C., cuando las fuerzas de Tisafernes perdieron por segunda vez en el Asia Menor cerca de Sardes contra el rey de Esparta Agesilao II.